# РД-264
РД-264 (индекс ГУКОС — 11Д119) — четырёхкамерный жидкостный ракетный двигатель замкнутого цикла на высококипящих компонентах топлива, разработанный в КБЭМ (позднее КБ «Энергомаш») под руководством В. П. Глушко для первой ступени межконтинентальной баллистической ракеты Р-36М.
Конструктивно РД-264 состоит из четырёх однокамерных двигателей 15Д117 (РД-263) питаемых общим турбонасосным агрегатом (ТНА). В качестве основных компонентов топлива используются горючее несимметричный диметилгидразин и окислитель азотный тетраоксид, ЖРД в пустоте развивает тягу 461,2 тонн, на земле 424,8 тонн, в Р-36М2 468,6 и 504,9 тонн.  Тяга РД-264 4520 кН, давление в камере сгорания 21 МПа.
Применяется в качестве маршевого двигателя первой ступени МБР Р-36М и на конверсионной ракете-носителе «Днепр». Двигатели в составе ступени закреплены шарнирно и их отклонение по командам системы управления обеспечивает управление полётом ракеты.

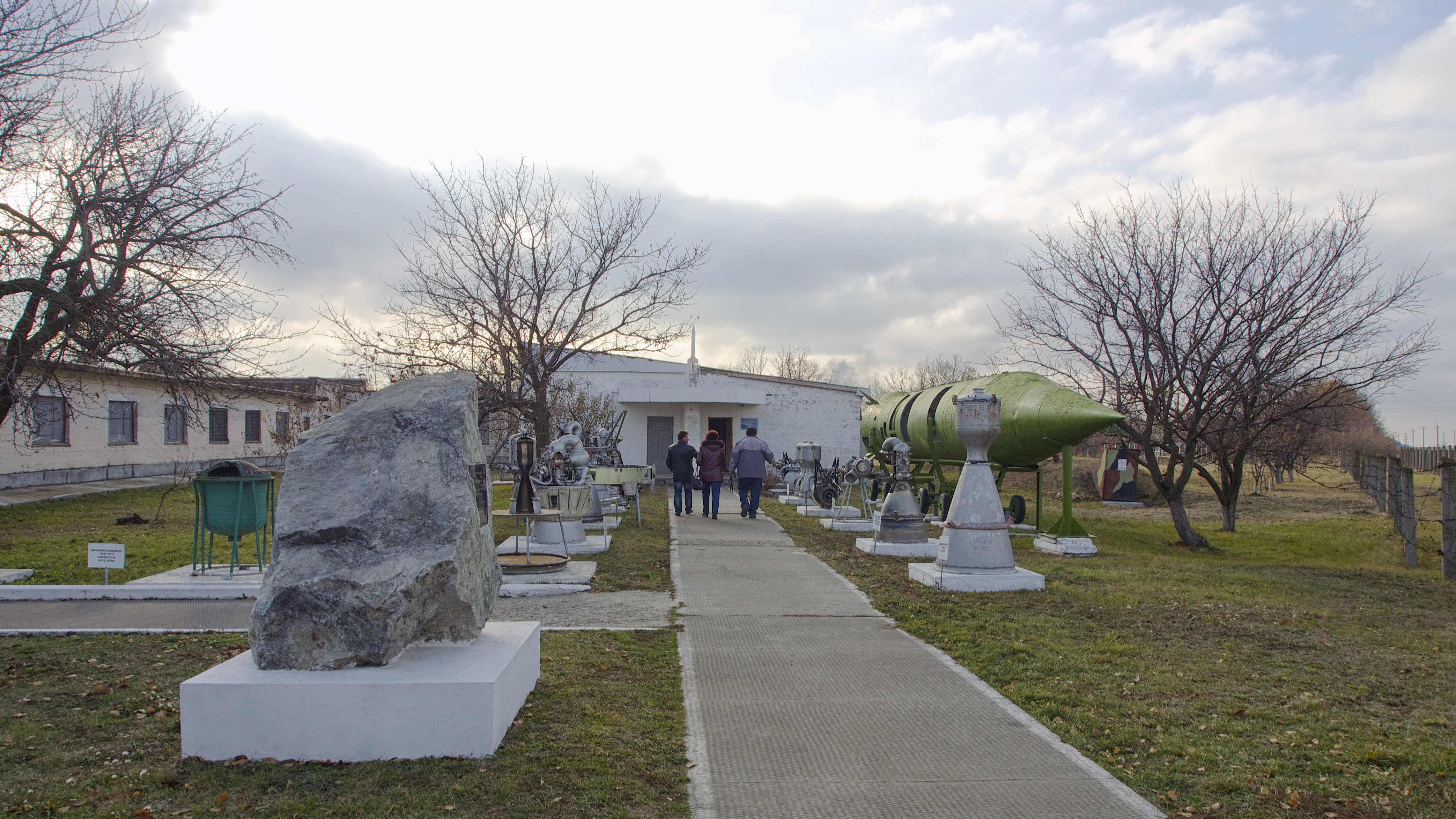
Разрезной макет турбонасосного агрегата двигателя 15Д117 РС-20В (3-й справа)
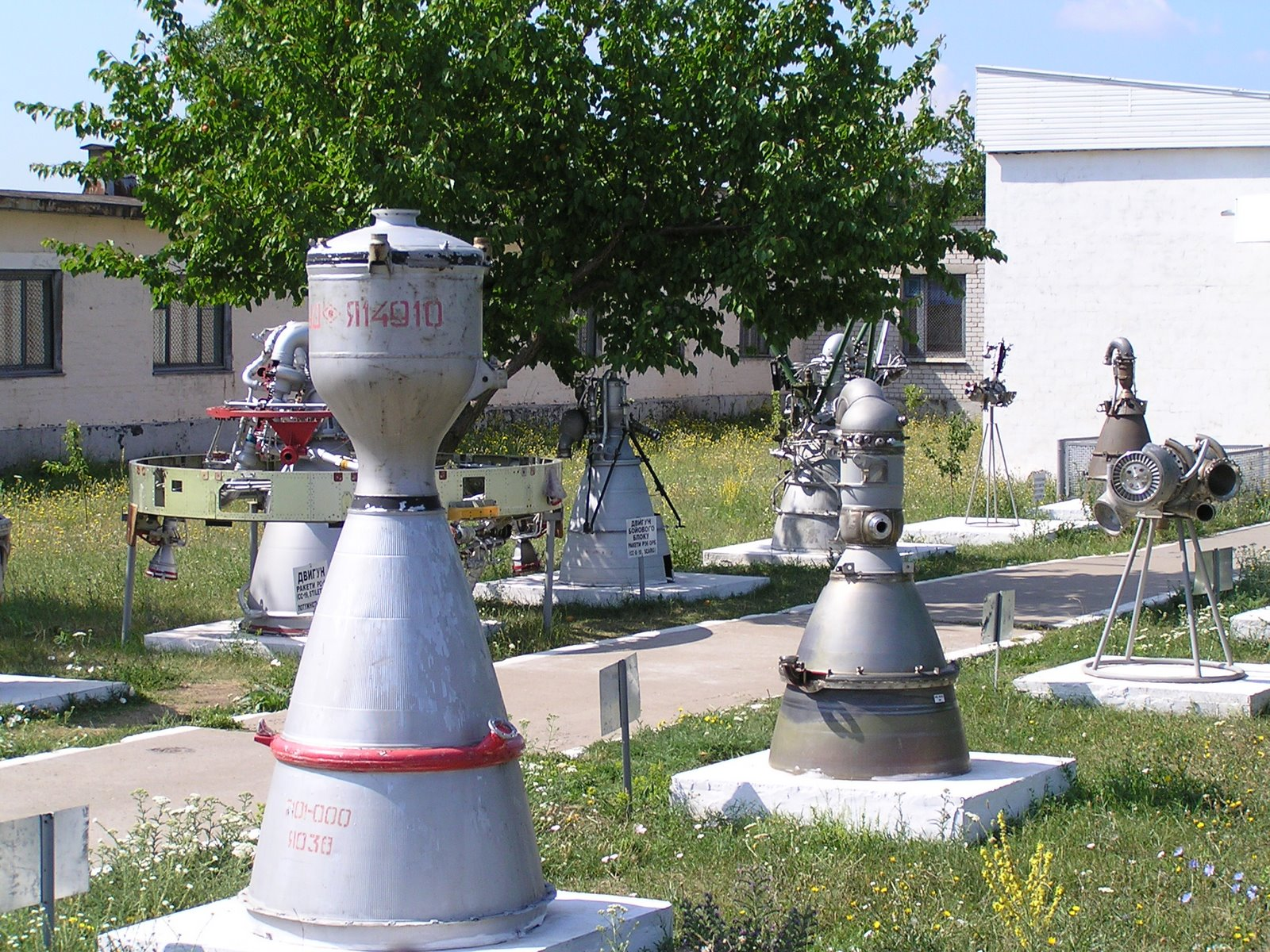
турбонасосный агрегат двигателя 15Д117 (справа, 3-й в 1-м ряду)
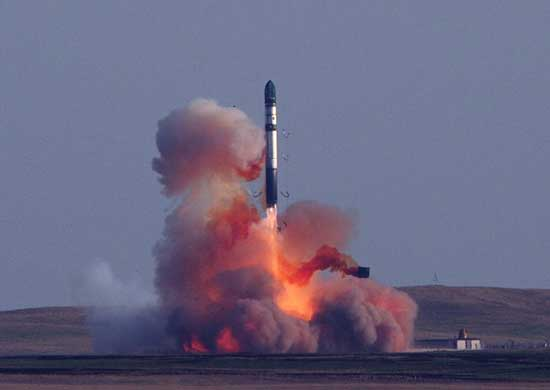
Работа 15Д117. Отделение поддона и его увод пороховым РД в сторону.
Работа 15Д117
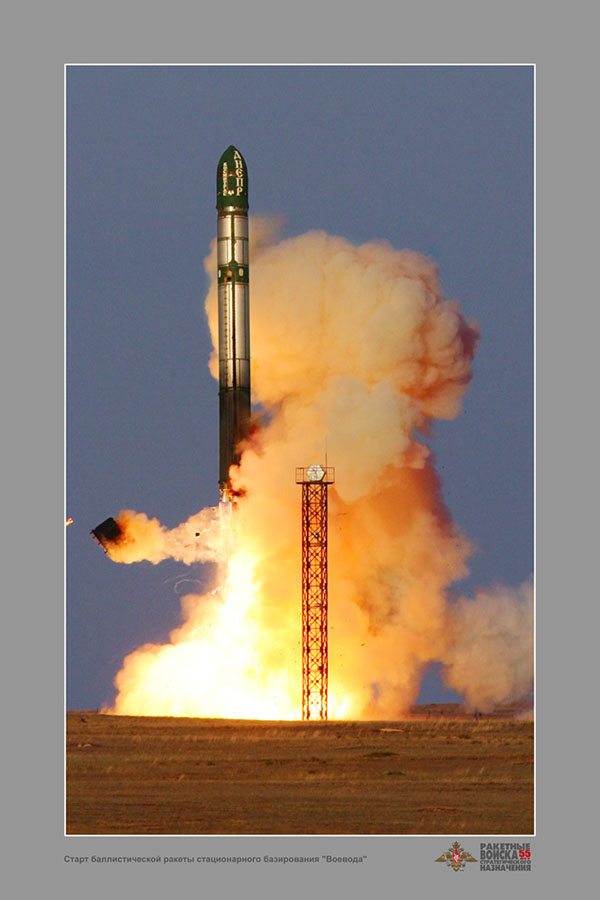
Работа 15Д117
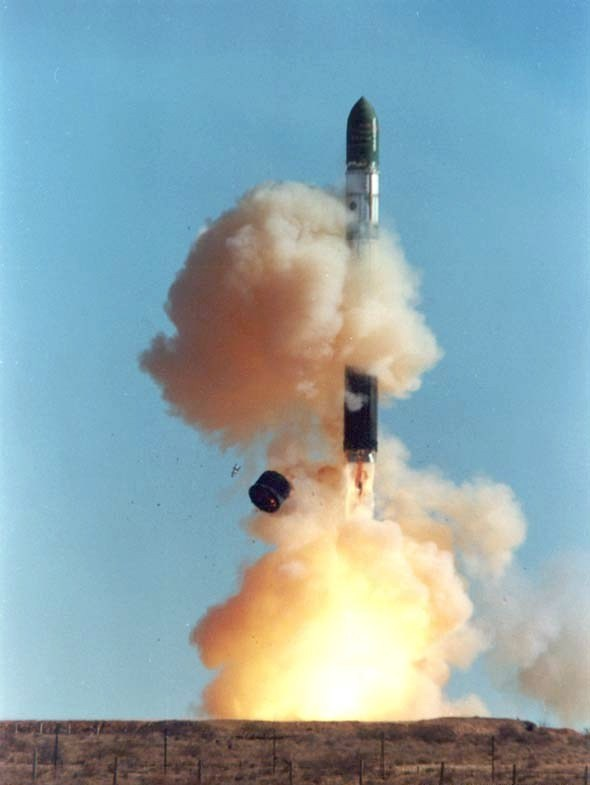
Работа 15Д117
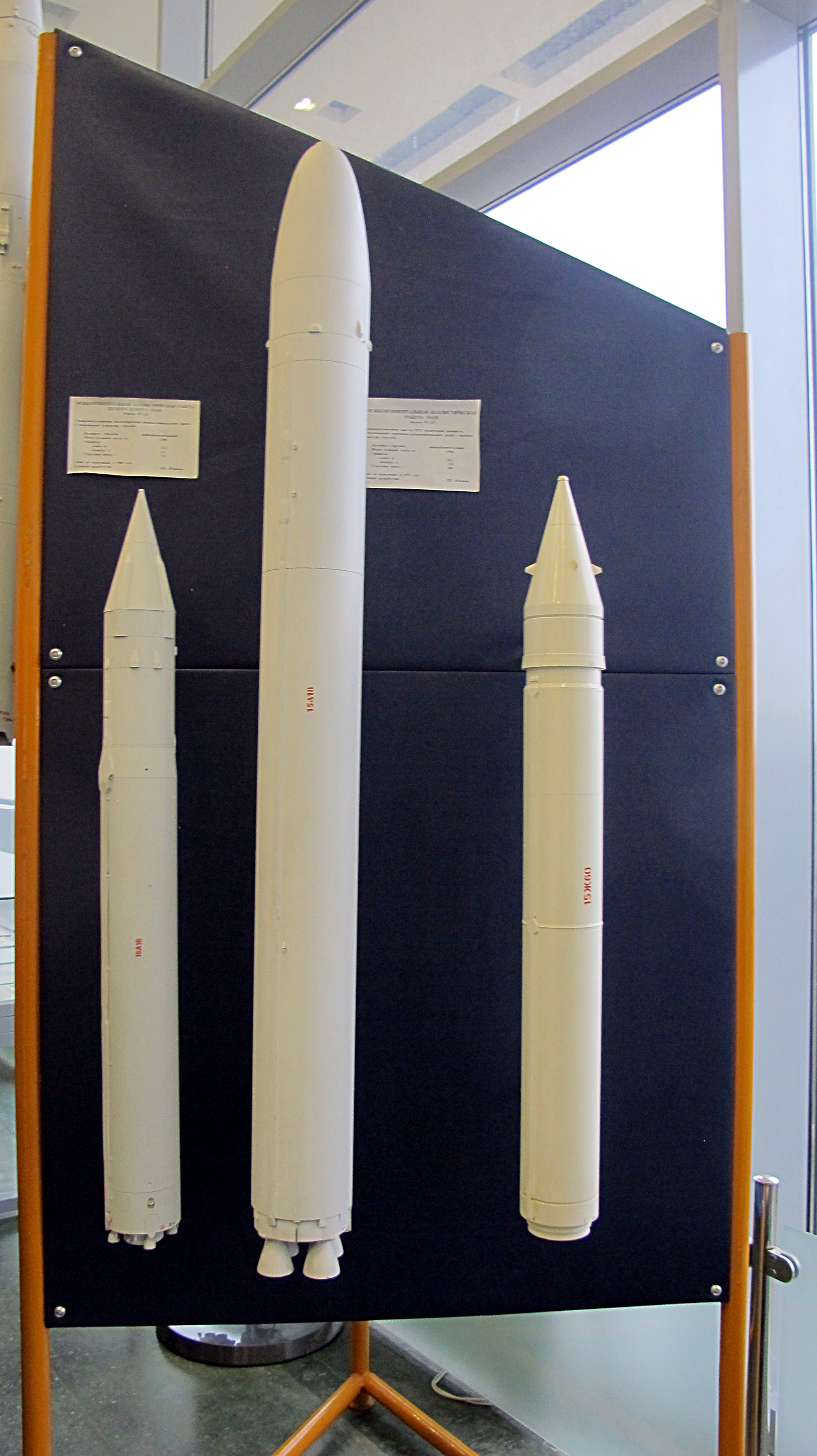
15Д117 на макете Р-36М (в центре)

## История
В 1961—1965 годах был создан РД-253 для первой ступени РН «Протон», что явилось большим достижением советского ракетного двигателестроения. Это самый мощный однокамерный ЖРД на высококипящих компонентах топлива, выполненный по схеме с дожиганием окислительного газа.
Главной трудностью в разработке жидкостной ракеты Р-36М было обеспечение её сохранности и запуска её маршевого двигателя после миномётного выброса МБР из шахты с помощью порохового аккумулятора давления. Эскизный проект такого двигателя - РД-264, был завершен в 1969 году, а в сентябре 1973 года начаты его стендовые испытания. Когда двигатель уже был готов к запуску в серийное производство, были выявлены высокочастотные колебания в его работе, влияющие на точность наведения ракеты и распространяющиеся не только на тяжёлую МБР Р-36М, но и на лёгкую МР-УР-100, двигательная установка (ДУ) которой, также основывалась на камерах ЖРД РД-263, но использовалось меньшее их количество (два против четырёх). После проведения необходимых изменений в конструкции ДУ и их проверки в стендовых условиях в апреле-ноябре 1977 года, Министерство обороны СССР утвердило их в декабре 1977 и в период 1979-1983 годов.
Одновременно с разработкой четырёхкамерного РД-264 (из четырёх РД-263) велась разработка однокамерного РД-268 (из одного форсированного по тяге РД-263). РД-268 разрабатывался для первой ступени МР УР-100.

РД-268: 
- Давление в камере сгорания: 230 атм
- Тяга: 1147 кН (ур.моря), 1236 кН (вакуум)
- Масса: 770 кг.
- Удельный импульс: 296 с (ур.моря), 319 с (вакуум)
- Тяговооружённость: 164